# 費爾維尤鎮區 (阿肯色州獨立縣)
費爾維尤鎮區（英語：Fairview Township）是位於美國阿肯色州獨立縣的一個行政鎮區。

## 地方資料
費爾維尤鎮區的面積為109.09平方千米，當中陸地面積為109.09平方千米，而水域面積為0.00平方千米。根據2010年美國人口普查的數據，當地共有人口1544人，而人口密度為每平方千米14.15人。